# Kostel Nanebevzetí Panny Marie (Veltruby)
Římskokatolický filiální Kostel Nanebevzetí Panny Marie ve Veltrubech na Kolínsku je chráněn jako kulturní památka České republiky.

## Historie
Původní kostel v Jezeřanech, které jsou nyní součástí Veltrub, byl v roce 1841 zbořen, a v roce 1846 byl vystavěn nový kostel. Původní zasvěcení Navštívení Panny Marie bylo v roce 1980 změněno na zasvěcení Nanebevzetí Panny Marie. Do 11. ledna 2005 byl kostelem farním, nyní je spravován z kolínské farnosti.

## Popis
Kostel je jednoduchá, jednolodní, obdélná neorientovaná stavba s obdélným, segmentově uzavřeným kněžištěm. Po obou stranách kostela jsou obdélné prostory komory a sakristie. Nad východním průčelím leží věž.
Kostela má plochý strop s oratořemi po stranách v patře. Zařízení kostela je pseudorománské, starší mobiliář pochází většinou z původního zbořeného kostela nebo ze zrušené zámecké kaple v Radovesnicích I.
Hlavní oltář pochází z roku 1893. Boční oltář Panny Marie s obrazem Panny Marie nad růžovým keřem jsou raně barokní prací z roku 1676, na druhém bočním oltáři je obraz Ukřižovaného Krista z počátku 18. století. Na kruchtě jsou umístěny varhany z roku 1846 z neznámé dílny, opravené v roce 1886 Janem Tučkem z Kutné Hory.